# Шебанов, Алексей Олегович
Алексей Олегович Шебанов (1 июня 1993, Сурское, Россия) — российский футболист, полузащитник, нападающий. Младший брат футболиста Дениса Шебанова.

## Биография
Воспитанник ДЮСШ «Мордовия» Саранск. За главную команду дебютировал 14 октября 2010 года в домашнем матче первого дивизиона с клубом «СКА-Энергия», выйдя на замену на 87 минуте. Затем играл за любительские команды «Цементник-Мордовия» Комсомольский и «МГПИ-Мордовия» Саранск. В сезоне 2012/13 провёл 14 матчей, забил один гол за молодёжную команду «Мордовии». Позже играл в клубах ПФЛ «Рязань» (2012—2014), «Сатурн» Раменское (2014—2015), «Химик» Дзержинск (2015—2016). Летом 2016 года перешёл в латвийский клуб «Даугавпилс».